# Brent Werner
Brent Werner, właśc. Jeffrey Brent Werner (ur. 15 kwietnia 1974 w Los Angeles) – amerykański żużlowiec.

## Życiorys
W latach 1988 i 1989 dwukrotnie zdobył tytuły mistrza Stanów Zjednoczonych juniorów. Kilkukrotnie startował w eliminacjach indywidualnych mistrzostw świata oraz do cyklu Grand Prix, najlepszy wynik osiągając w 1998 r., zajmując VI miejsce w finale amerykańskim. W latach 2000, 2001, 2002 i 2006 czterokrotnie reprezentował narodowe barwy w rozgrywkach o drużynowe mistrzostwo świata i drużynowy puchar świata, w 2000 r. zdobywając w Coventry brązowy medal drużynowych mistrzostw świata.
Startował w lidze brytyjskiej, w barwach klubów z Long Eaton, Newcastle, Workington, Eastbourne, Hoddesdon, Peterborough, Belle Vue, Oksfordu, Mildenhall, Purfleet, Birmingham, Somerset i Newport.